# Deliksumber
Deliksumber is een bestuurslaag in het regentschap Gresik van de provincie Oost-Java, Indonesië. Deliksumber telt 2244 inwoners (volkstelling 2010).